# Премия имени Леси Украинки
Премия Кабинета министров Украины имени Леси Украинки за произведения литературы и искусства для детей и юношества (укр. Премія Кабінету міністрів України імені Лесі Українки за літературно-мистецькі твори для дітей та юнацтва) — премия, присуждаемая ежегодно ко дню рождения Леси Украинки — 25 февраля — за произведения, способствующие воспитанию подрастающего поколения в духе национальной гордости, духовного единства украинского общества и получившие широкое общественное признание.
Статус правительственной премия получила 14 января 2004 года и с тех пор присуждается в четырёх номинациях в размере 10 тыс. гривен каждая:
- литературные произведения для детей и юношества;
- художественное оформление книг для детей и юношества;
- театральные представления для детей и юношества;
- кинопроизведения для детей и юношества (с 2007).

Литературная премия имени Леси Украинки за произведение для детей была основана постановлением Центрального комитета КП Украины и Совета министров УССР от 17 июля 1970 года № 372 «О праздновании 100-летия со дня рождения Леси Украинки». Премия присуждалась ежегодно начиная с 1972 года, в размере 1000 рублей «за глубокоидейные и высокохудожественные произведения для детей, которые способствуют коммунистическому воспитанию подрастающего поколения и получили широкое общественное признание». С 1972 по 2003 год присуждалась «Литературная премия имени Леси Украинки».